# ايبي واتانابي
ايبي واتانابي (باليابانية: 渡辺一平؛ بالكانا: わたなべ いっぺい) مواليد 18 اذار 1997، هو سباح ياباني و حامل الرقم القياسي العالمي في 200 متر صدر.

## سيرته
تنافس في مسابقة 100 متر صدرا في الألعاب الأوليمبية الصيفية عام 2016.
في 9 آب 2016, واتانابي كسر الرقم القياسي الاولمبي بالنسبة للرجال في 200 متر صدرا خلال الدور نصف النهائي. الا ان انه في الجولة النهائية حل في المركز السادس.
في كأس كوسوك كيتاجيما في طوكيو انه كسر الرقم العالمي في سباق 200 متر صدرا في وقت 2:06.67.

## روابط خارجية
- ايبي واتانابي على موقع الاتحاد الدولي للسباحة (الإنجليزية)
- ايبي واتانابي على موقع SwimRankings.net (الإنجليزية)
- ايبي واتانابي على موقع اللجنة الأولمبية الدولية (الإنجليزية)
- ايبي واتانابي على موقع أوليمبيديا (الإنجليزية)